# Nikanoria verticalis
Nikanoria verticalis är en stekelart som beskrevs av Zerova 1971. Nikanoria verticalis ingår i släktet Nikanoria och familjen kragglanssteklar.
Artens utbredningsområde är Turkmenistan. Inga underarter finns listade i Catalogue of Life.